# François-Xavier-Ovide Méthot
Pour les articles homonymes, voir Méthot.
François-Xavier-Ovide Méthot, né le 19 septembre 1843 et mort le 19 octobre 1908, fut un agriculteur et homme politique fédéral, provincial et municipal du Québec.

## Biographie
Né à Québec dans le Canada-Est, il étudie au Séminaire de Québec. Il devient ensuite fermier à Saint-Pierre-les-Becquets où il servit également comme maire de 1868 à 1872. Élu député du Parti conservateur du Québec dans la circonscription provinciale de Nicolet en 1871, il fut réélu en 1875, élection par ailleurs déclarée nulle par la Cour supérieure du Québec en 1876. Devenu député du parti conservateur indépendant en 1877, il fut réélu en 1878 et en 1882. Il démissionne en 1884 pour représenter de La Vallière au Conseil législatif du Québec. Il occupa ce poste jusqu'à son décès en 1908.
Son père, François-Xavier Méthot, son beau-père, Antoine-Prosper Méthot, et son oncle, Louis Méthot, ont été députés à l'Assemblée législative de la province du Canada.